# Rue Paul-Meurice
La rue Paul-Meurice est une voie du 20e arrondissement de Paris, en France.

## Situation et accès
La rue Paul-Meurice est une voie située dans le 20e arrondissement de Paris. Elle débute  rue Léon-Frapié et se termine voie DR/20.
Dans cette rue se trouve un important atelier de la direction de la Propreté et de l'Eau de la ville de Paris, la brigade appelée « fonctionnelle ».

## Origine du nom

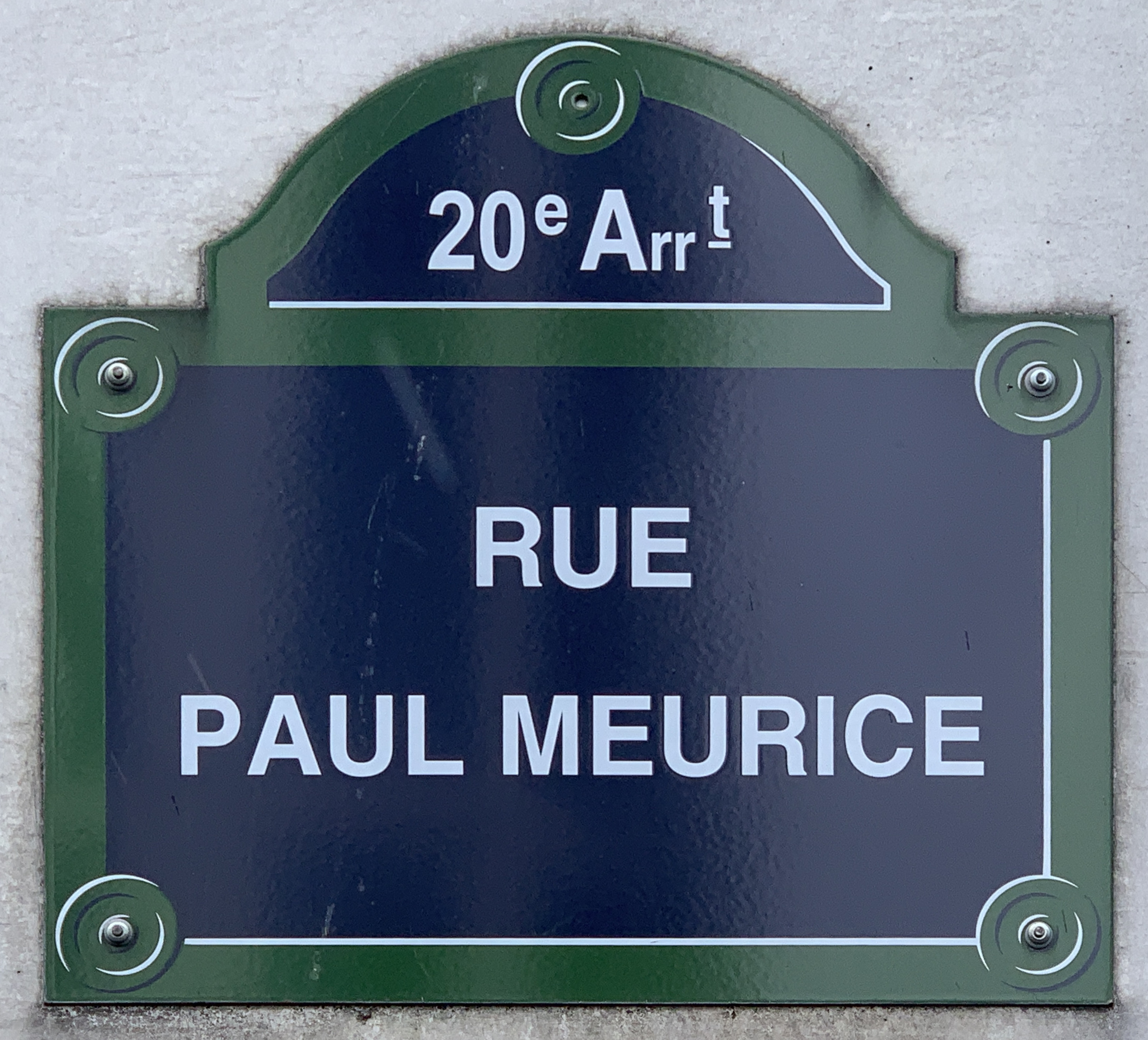
Plaque de la rue.

Elle porte le nom du littérateur François Paul Meurice (1818-1905).

## Historique
Cette voie autrefois sur le territoire des Lilas sous le nom de « rue du Parc », ainsi nommée car elle était située à l'emplacement du parc du château des Bruyères disparu en 1760, a été annexée à Paris par décret du 27 juillet 1930 et prend sa dénomination actuelle par un arrêté du 8 janvier 1932.
La partie qui aboutissait avenue du Docteur-Gley a été supprimée par l'aménagement de la zone en 1969.

## Architecture et urbanisme
En 2023, la rue accueille le premier projet de construction de logements biosourcées de très haute performance.

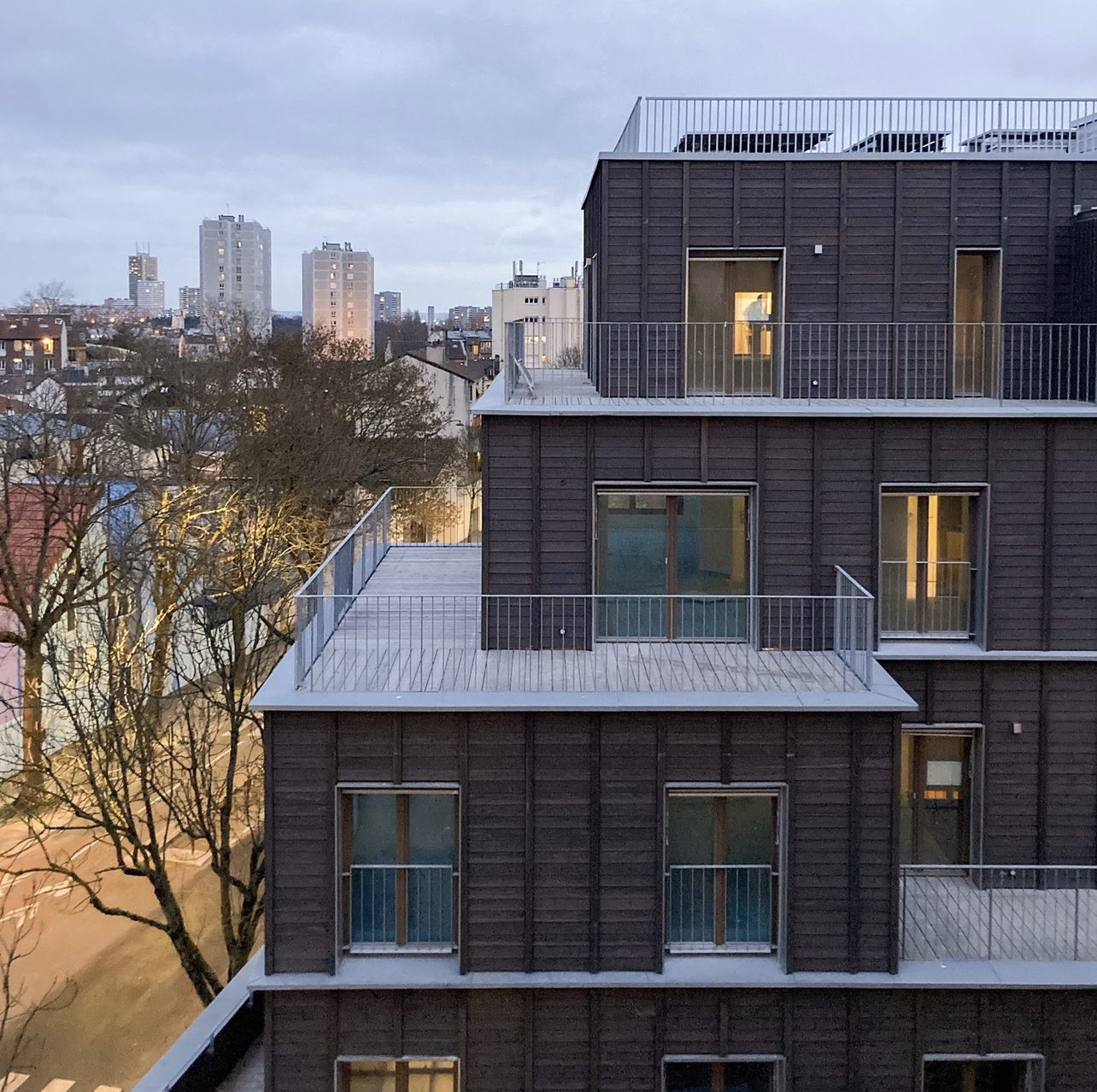
Construction bois par CBS-Lifteam
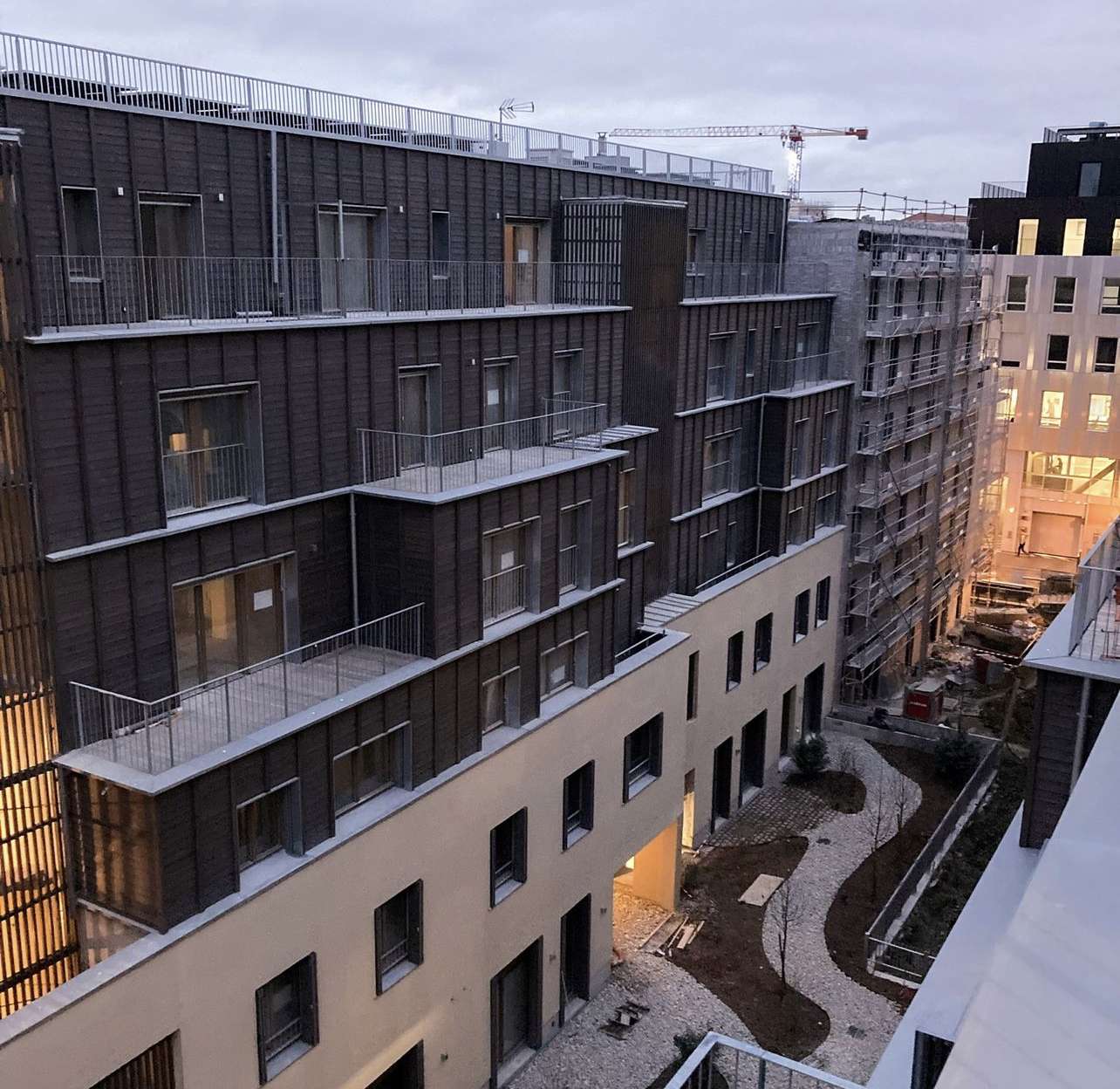
Façade bois, socle isolé en ouate et fibre de bois, enduit à la chaux
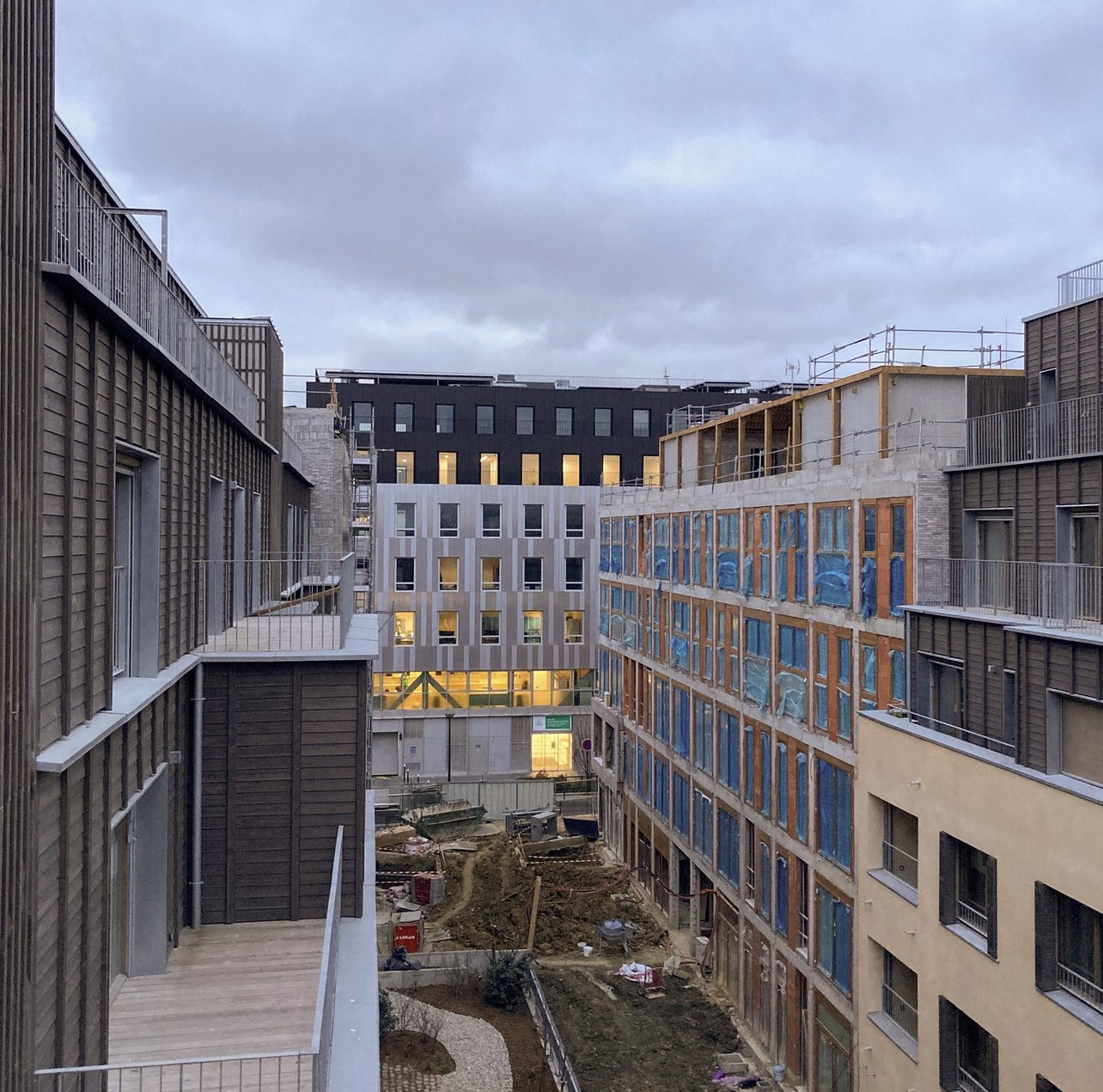
Vue intérieure de la Venelle
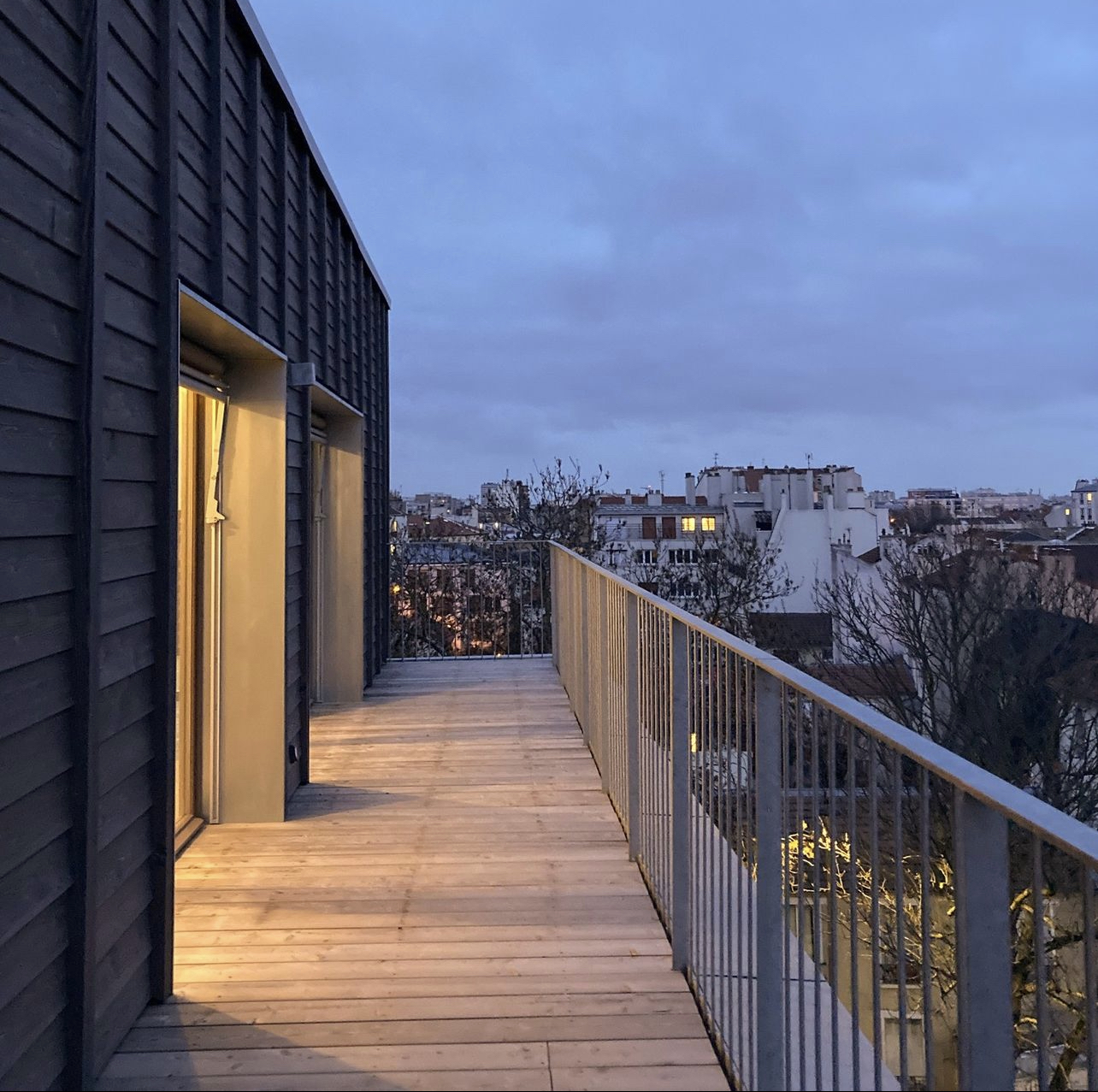
Vue sur Paris du dernier étage
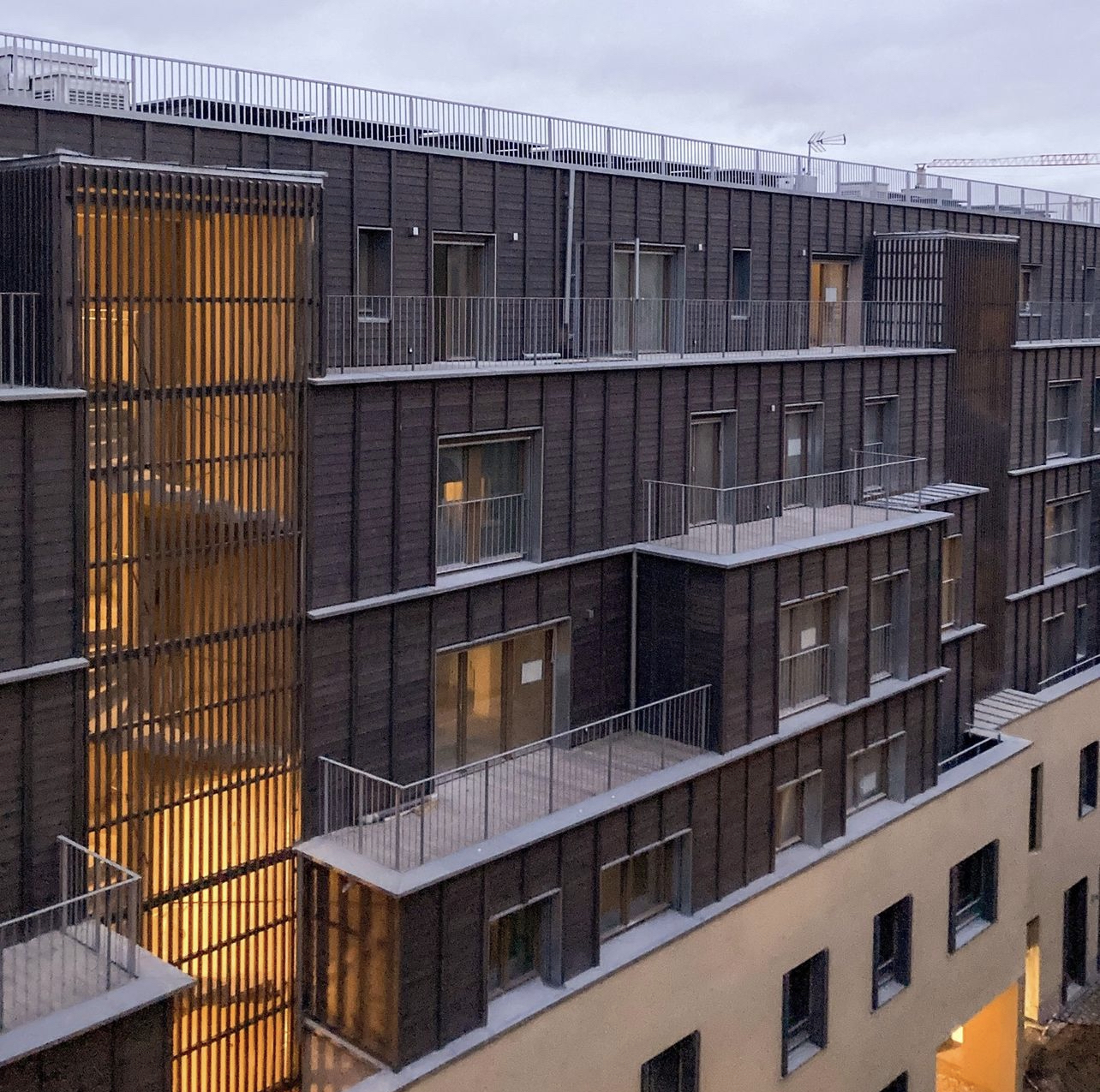
Immeuble de 6 niveaux biosourcés E3C2
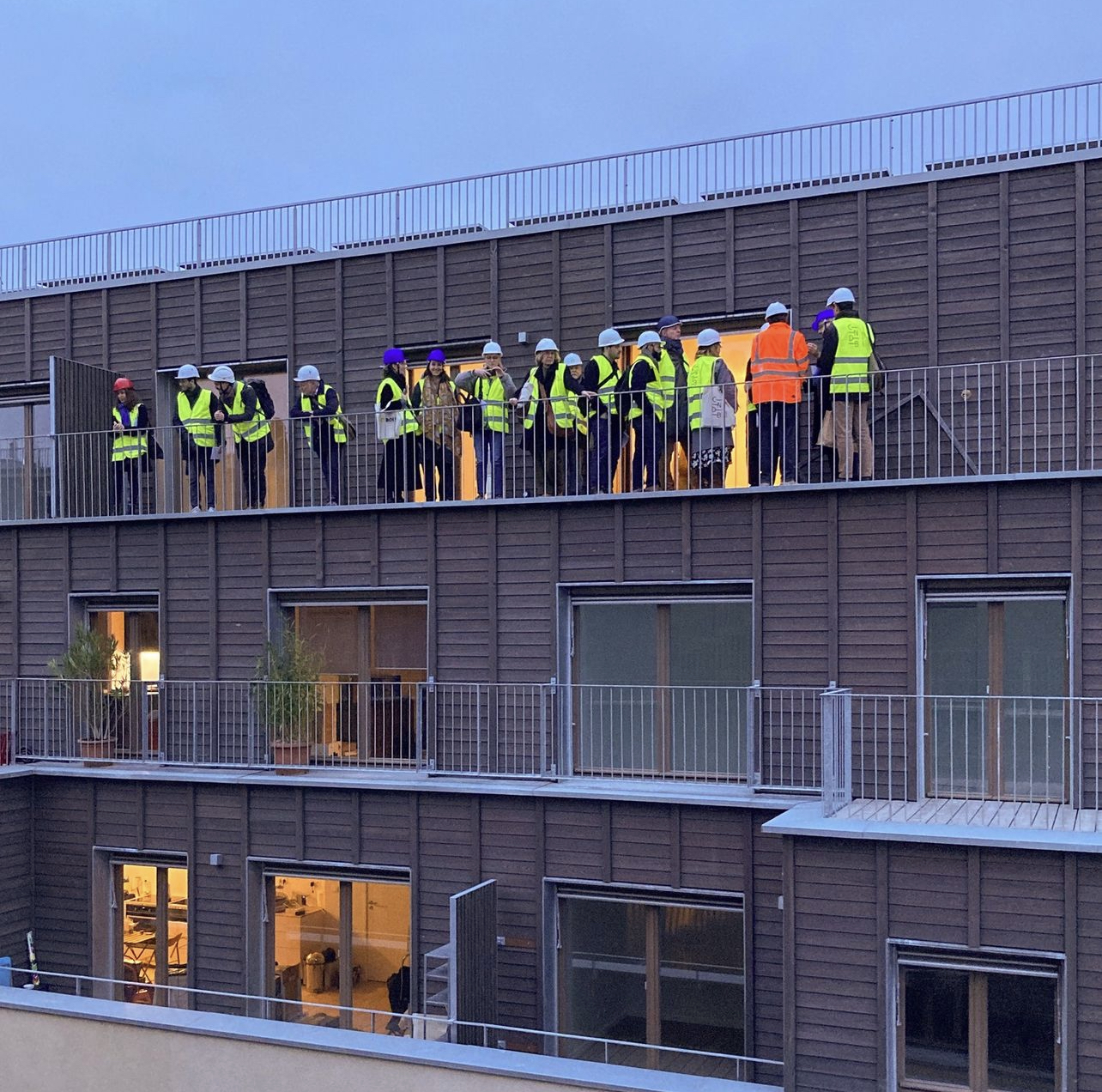
Visite organisée par le CNDB
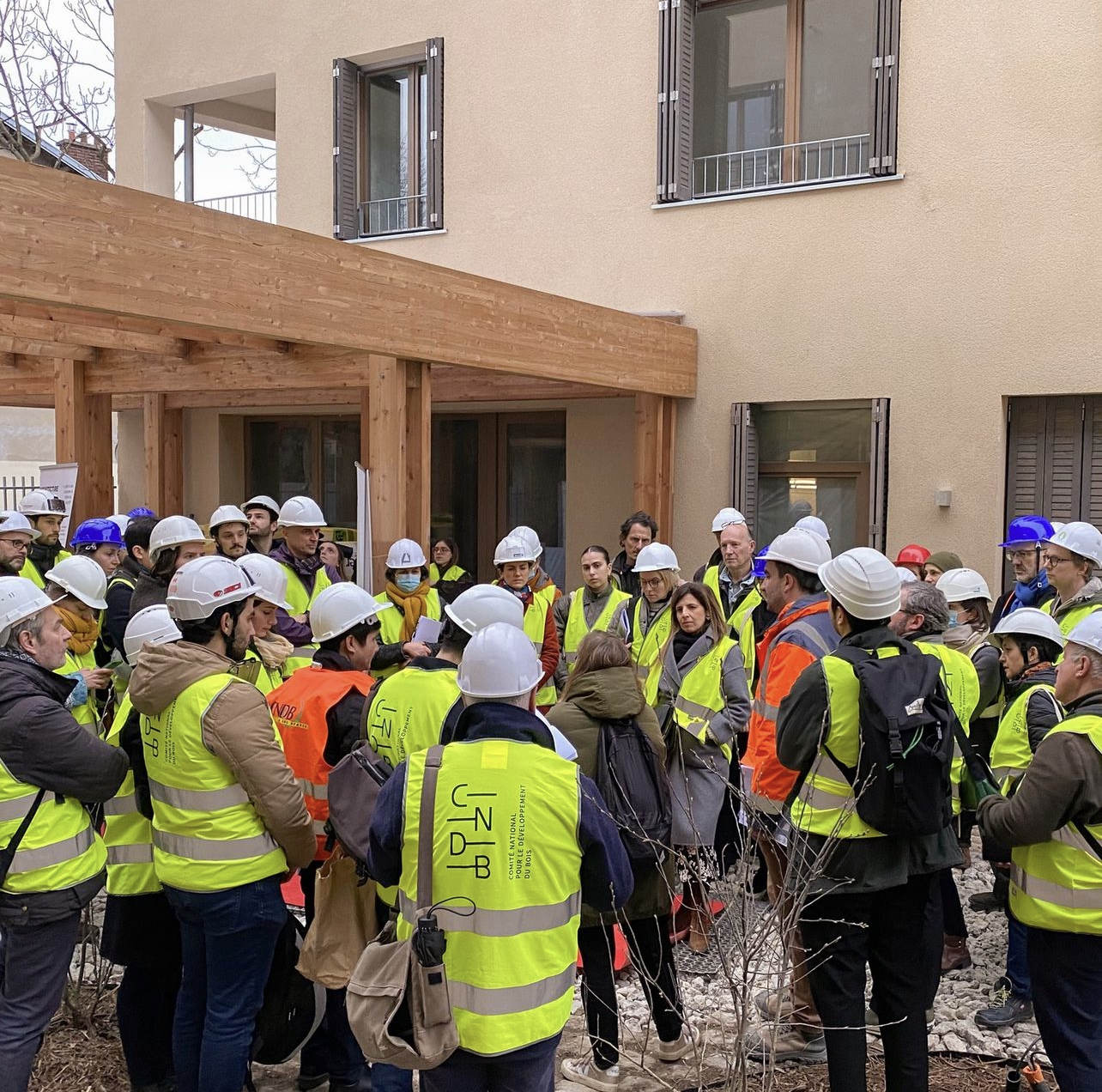
Visite organisée par le CNDB